# Кочкинська сільська рада
Ко́чкинська сільська рада (рос. Кочкинский сельский совет) — сільське поселення у складі Родинського району Алтайського краю Росії.
Адміністративний центр та єдиний населений пункт — село Кочки.

## Населення
Населення — 820 осіб (2019; 943 в 2010, 1196 у 2002).